# Índice NPK
El índice NPK (o N-P-K) es el acrónimo de la relación entre los elementos químicos Nitrógeno (N), Fósforo (P) y Potasio (K) que son comúnmente utilizados en los fertilizantes.
Un fertilizante que está etiquetado como 22-10-6 indica que tiene un 22% de nitrógeno, un 10% de óxido de fósforo (P2O5), y un 6% de óxido de potasio (K2O) en el mismo, con el 62% restante formado por materia inerte.
El N, P y K, o sea Nitrógeno, Fósforo y Potasio son sales solubles en agua y son los tres elementos considerados en agricultura como los macro nutrientes que deben estar presentes en suelos destinados a cultivos de cualquier índole, Lógicamente hay cultivos que requieren de una mayor presencia de uno de estos macro elementos para lograr su desarrollo vegetativo, podemos citar a las gramíneas que requieren de grandes cantidades de N o sea Nitrógeno.

## Efectos negativos del exceso de nitrógeno

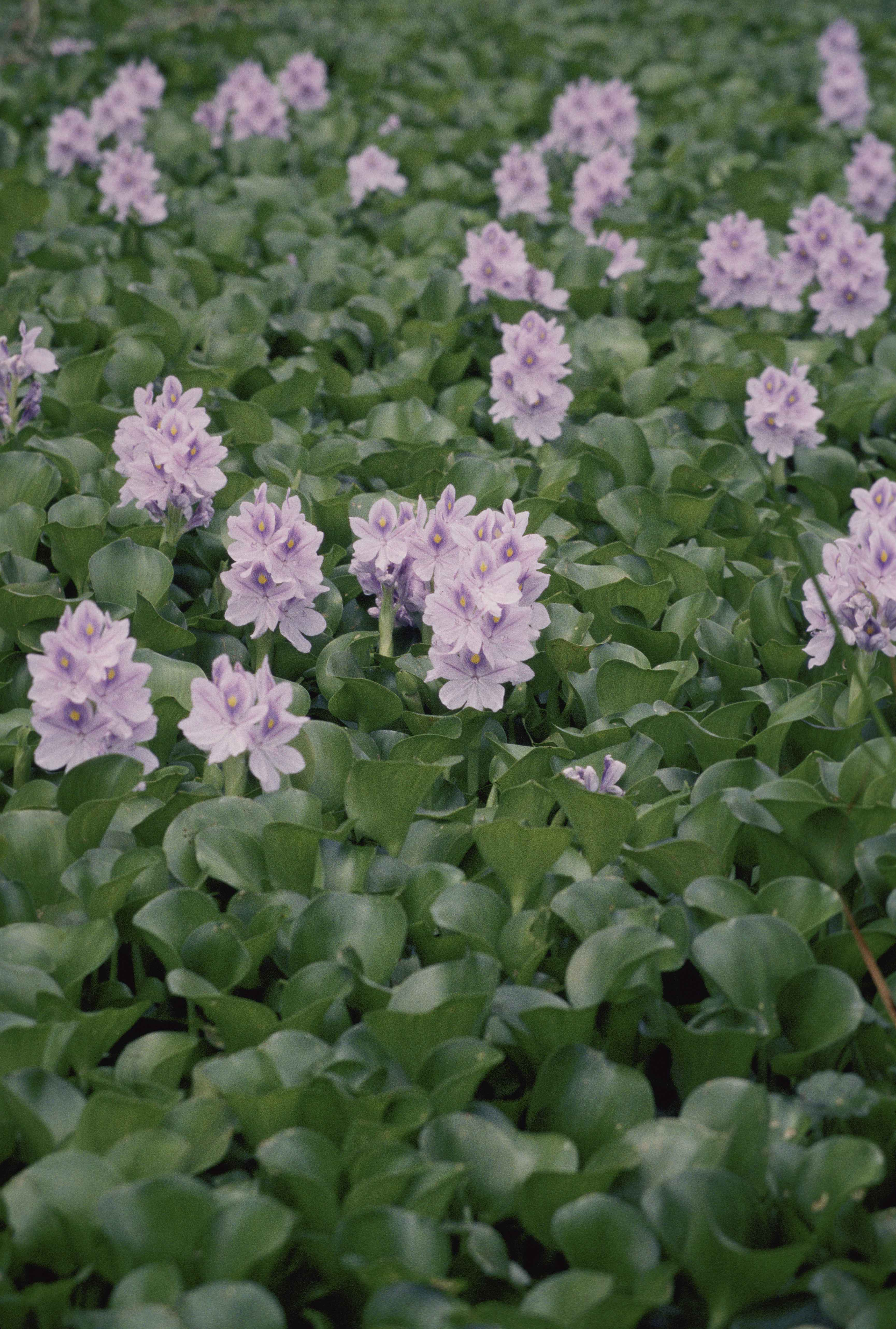
Eichhornia crassipes cubriendo un cuerpo de agua.

El uso indiscriminado de este elemento químico tiene efectos negativos, ya que al no completar el ciclo completo del nitrógeno, el excedente se deposita en los cuerpos de agua desarrollándose una población de especies vegetales acuáticas como es el caso de la bora  o lirio de agua, también conocido como jacinto o bora (Eichhornia crassipes).
Considerada como una especie invasora por algunos especialistas, y originaria de Sudamérica. Bajo ciertas circunstancias la bora se transforma en una especie eutrófica (crecer incontroladamente por abundancia de nutrientes, especialmente el Nitrógeno), creando una barrera en la superficie de los cuerpos de agua que imposibilita el paso de la luz del sol al agua, interrumpiendo diversos procesos ecológicos esenciales como la fotosíntesis, afectando a la biota acuática, la producción de oxígeno y la fijación de carbono; todo ello sin mencionar los efectos para la pesca y el transporte fluvial o lacustre.
- Datos: Q904292